# 方荣堂
方荣堂（？—），男，汉族，中华人民共和国政治人物，中国人民解放军少将。曾任中国共产党第十九届中央纪律检查委员会委员，中国人民解放军陆军纪委副书记。